# 于鎰
于鎰（15世紀—16世紀），原姓尹，字南金，南直隸鎮江府金壇縣人，明朝政治人物。

## 生平
于鎰個性端重，在家鄉有孝友名聲，是成化十年（1474年）甲午科應天鄉試舉人，授萬載縣知縣，以德化治理縣事，縣民十分懷念他；他喜歡讀書，尤其潛心理學，曾獨自坐在房間誦讀程朱，靜觀氣象，在壁上寫下「動直」二字，著有《中說》啟迪天人之秘，死後入祀鄉賢祠。

## 引用
1. 1 2  光緒《金壇縣志·卷九·人物志》：于鎰 字南金，成化甲午舉人，德性端重，鄉族以孝友稱，知萬載縣，務以德化，民甚懷之。平生善讀書，尤究心理學，嘗獨坐一室誦法程朱靜觀氣象，榜其壁曰「動直」，著《中說》獨啟道樞發天人之秘，今祀鄉賢。